# Peter Macsovszky
Peter Macsovszky (* 4. listopadu 1966 Nové Zámky) je slovenský spisovatel, básník, překladatel a novinář. V roce 2016 získal cenu Anasoft Litera určenou pro autora nejlepší slovenské prozaické knihy roku, a to za svůj román Tantalópolis, v němž využil zkušenosti ze svého dlouhodobého pobytu v Brazílii.
Vystudoval slovenštinu, výtvarnou výchovu a angličtinu na Pedagogické fakultě v Nitře, absolvoval roku 1992. Poté pracoval jako učitel, ale také jako ošetřovatel, televizní střihač, reklamní textař, pracovník Encyklopedického ústavu Slovenské akademie věd a novinář (Dotyky, Slovo, Hospodárske noviny). Překládá z maďarštiny a angličtiny. Krom Brazílie delší čas pobýval ve Spojených státech.
Začínal jako básník, roku 2000 vydal první prozaickou knihu. Používal též literární pseudonymy Petra Malúchová nebo Jozef Varnusz.

### Poezie
- Strach z utópie (1994)

- Ambit (1995)
- Amnézia (1995)
- Súmrak cudnosti (1996)
- Cvičná pitva (1997)
- Álbonctan (1998)
- Sangaku (1998)
- Súmračná reč (1999)
- Kivéve (2000)
- Gestika (2001)
- Hamis csapdák könyve (2002)
- Klišémantra (2005)
- Tovar (2006)
- Príbytok cudzieho času (2008)
- Pohodlná mníška (2011)
- Santa Panica (2014)[3]
- Sarcangelium (2018)

### Próza
- Frustraeón (2000)
- Fabrikóma (2002)
- Tanec pochybností (2003)
- Lešenie a laná (2004)
- Klebetromán (2004) - s Denisou Fulmekovou[4]
- Hromozvonár (2008)
- Mykať kostlivcami (2010)
- Želáte si novú kúpeľňu? (2012)
- Tantalópolis (2015)
- Povrch vašej planéty (2017)
- Breviár pre posledných psychológov (2019)
- Čínske kino (2020)
- Babylonské epitrofie (2021)